# Robert H. McNaught
Robert H. McNaught (Škotska, 1956.), škotsko-australski astronom s Research School of Astronomy and Astrophysics Australskoga nacionalnog sveučilišta (ANU). Surađivao je s Davidom J. Asherom iz Armaškog opservatorija.
Otkrio je 483 mala planeta.
Asteroid unutarnjeg dijela glavnoga asteroidnog pojasa 3173 McNaught koji su 1981. otkrili Edward Bowell s postaje Anderson Mesa, ponio je McNaughtovo ime. Ime mu je dao otkrivatelj Bowell na prijedlog Davida Seargenta.
McNaughtov rad na otkrivanju kometa i asteroida vrlo je plodan i opisuje ga se kao "najvećeg svjetskog otkrivatelja kometa". Sudjelovao je u Sidingsprinškom pregledu (SSS) služeći se ANU-ovim Uppsalskim južnim Schmidtovim teleskopom. Otkrio je veliki komet C/2006 P1 7. kolovoza 2006., najsjajniji komet koji se pojavio zadnjih desetljeća, koji je postao lako vidljiv golom oku promatrača s južne polutke. SSS je bio jedini na južnoj polutci aktivni profesionalni pregled Zemlji bliskih objekata. Projekt pregleda prekinuo je s radom 2013. nakon što je izostalo financiranje.
McNaught je prije radio na Anglo-australskom pregledu objekata blizu Zemlje od 1990. do 1996. godine.

## Vanjske poveznice
- Siding Spring